# Waco CRG
El Waco CRG fue un biplano deportivo de cabina abierta estadounidense de los años 30 del siglo XX.

## Desarrollo
El Waco G fue diseñado específicamente para ganar el Ford Air Tour de 1930, una carrera transcontinental de 7725 km. Waco había ganado la carrera tanto en 1928 como en 1929, y la compañía construyó dos CRG recién diseñados para la competición de 1930. El CRG era un diseño de biplano potente pero convencional con alas rectas con un perfil M18 especial. El soporte amortiguador del tren de aterrizaje fue extendido y presentaba un patín de cola en lugar de rueda. El motor radial Wright R-760 de 179 kW (240 hp) fue equipado inicialmente con una capota de aro de velocidad.

## Historia operacional
Se completaron dos CRG para la carrera de 1930. Para evitar que los aviones de Waco ganaran por tercera vez consecutiva, Ford cambió las reglas para que solo pudiera ganar el Ford Trimotor. Los CRG triunfaron consiguiendo las segunda y tercera plazas en el maratón transcontinental, que comenzó en el Ford Airport, que actualmente es la sede del polígono de pruebas de automóviles de la Ford Motor Company en Dearborn, Míchigan. La competición de 1930 discurrió sobre una ruta circular de 8368 km (5200 millas) a través del Medio Oeste estadounidense y las provincias vecinas de Canadá.
El NC600Y fue volado por John H. Livingston y el NC660Y por Art Davis, el propietario del Air Circus, cuyo nombre llevaba el avión. El CRG volado por Livingston sobrevive actualmente y ha sido propiedad de la familia Heins durante 54 años (en 2016). El CRG de Davis acabó su carrera como fumigador en Greenville, Misisipi, en 1938. El Waco CRG NC600Y fue remotorizado en 1939 con un motor Wright R-760E-2 de 261 kW (350 hp) y fue usado por Andy Stinis de la Skywriting Corporation of America, para escribir en el aire a gran altura como Skywriter original de Pepsi-Cola.

## Especificaciones
Referencia datos: Aerofiles.com

### Características generales
- Tripulación: Uno (piloto)
- Capacidad: Uno o dos pasajeros
- Longitud: 6,83 m
- Envergadura: 9,32 m
- Peso útil: 562,91 kg
- Planta motriz: 1× motor radial de siete cilindros refrigerado por aire Wright R-760.
  - Potencia: 179 kW (240 hp)

### Rendimiento
- Velocidad máxima operativa (Vno): 248 km/h
- Velocidad crucero (Vc): 209,21 km/h
- Velocidad de entrada en pérdida (Vs): 72 km/h
- Alcance: 1126 km

### Secuencias de designación
- Secuencia Alfabética (interna de Waco): ← C - E - F - G - M - N - O →